# (612911) 2004 XR190
(612911) 2004 XR190 ist ein transneptunisches Objekt, das bahndynamisch als Scattered disk object oder Detached Object eingestuft wird. Aufgrund seiner Größe ist das Objekt ein Zwergplanetenkandidat.

## Entdeckung
(612911) 2004 XR190 wurde am 11. Dezember 2004 von einem Astronomenteam um Rhiannon Lynne Jones (Lynne Allen) der University of British Columbia in Vancouver, Kanada am Mauna-Kea-Observatorium (Hawaii) entdeckt. Das Team schloss auch John J. Kavelaars, Brett Gladman, Jean-Marc Petit, Joel W. Parker und Philip D. Nicholson mit ein. Die Entdeckung wurde am 12. Dezember 2005 bekanntgegeben.
Aufgrund der verblüffenden und nur schwer erklärbaren Eigenschaft einer stark gekippten aber nahezu kreisförmigen Umlaufbahn benannte das Entdeckungsteam den Planetoiden vorübergehend nach der Filmfigur „Buffy“ und sandte weitere Inuit-basierte Namensvorschläge an die Internationale Astronomische Union (IAU). Derzeit steht eine Namensbestätigung noch aus.
Nach seiner Entdeckung ließ sich (612911) 2004 XR190 auf Fotos, die am Apache-Point-Observatorium gemacht und im Archiv des Sloan Digital Sky Survey gefunden wurden, bis zum 6. Dezember 2002 zurückgehend identifizieren und so sein Beobachtungszeitraum um zwei Jahre verlängern, um seine Umlaufbahn genauer zu berechnen. Im September 2018 lagen insgesamt 139 Beobachtungen über einen Zeitraum von 15 Jahren vor. Die bisher letzte Beobachtung wurde im September 2017 am Pan-STARRS-Teleskop durchgeführt. (Stand 9. Februar 2019)

## Eigenschaften

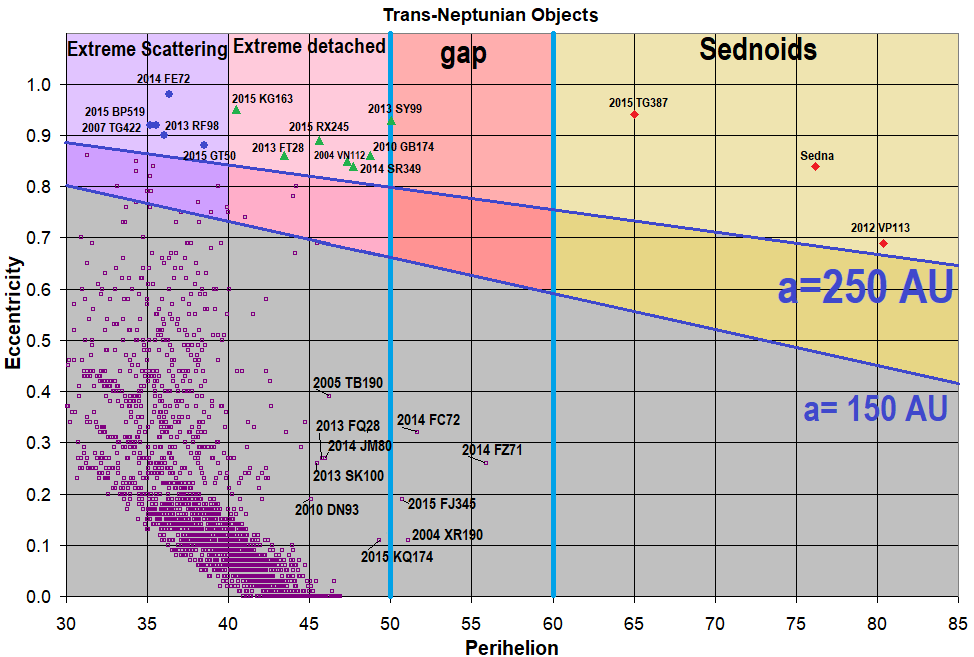
2004 XR_{190} in der sogenannten «gap» (Lücke).

### Umlaufbahn
(612911) 2004 XR190 umkreist die Sonne in ungefähr 430 Jahren auf einer elliptischen Umlaufbahn zwischen 51 AE und 63 AE Abstand zu deren Zentrum. Die Bahnexzentrizität beträgt 0,104, die Bahn ist 46,8° gegenüber der Ekliptik geneigt. Im Jahr 1901 erreichte der Planetoid seinen sonnenfernsten Punkt (Aphel). Das Perihel durchläuft er das nächste Mal etwa im Jahr 2117, der letzte Periheldurchlauf ist also um das Jahr 1685 erfolgt.
Bemerkenswert ist die hohe Inklination (Bahnneigung) von 47° sowie die dagegen vergleichsweise geringe Bahnexzentrizität. Das Objekt wurde entdeckt, weil es gerade zufällig die Ebene der Ekliptik kreuzte und so bei der Suche nach entfernten Objekten des Sonnensystems auffiel. Dies lässt den Schluss zu, dass es möglicherweise noch viele weitere, noch unentdeckte Objekte mit ähnlichen Bahnparametern gibt. Die Entstehung dieser hohen Inklination ist bisher nicht geklärt. 2004 XR190 bewegt sich jenseits des Kuipergürtels um die Sonne, möglicherweise besteht eine 8:3-Bahnresonanz zu Neptun. Die Bahnstörungen durch die Gravitationskraft von Neptun ist jedoch in einer solchen Entfernung minimal, so dass sich Objekte dort in einer seit der Bildung des Sonnensystems unveränderten Bahn befinden sollten. 2004 XR190 gehört zu derselben Gruppe wie (690420) 2014 FC72, 2014 FZ71, 2015 FJ345 und 2015 KQ174, die alle Umlaufbahnen mit großen Perihelia und moderaten Exzentrizitäten aufweisen. Die Theorien ihrer Umlaufbahnen beinhalten nahe Passagen von Sternen, unbekannte Planeten/Protoplaneten/Einzelgänger-Planeten im frühen Kuipergürtel sowie Bahnstörungen durch Resonanzeffekte mit einem nach außen migrierenden Neptun. Der Kozai-Effekt kann Bahnexzentrizität in eine höhere Bahnneigung umwandeln.
Marc Buie (DES) klassifiziert den Planetoiden als erweitertes SDO (ESDO bzw. DO), während das Minor Planet Center es als SDO/Zentaur und allgemein auch als «Distant Object» einordnet.

### Größe
Derzeit wird von einem Durchmesser von etwa 561 km ausgegangen, basierend auf einem Rückstrahlvermögen von 9 % und einer absoluten Helligkeit von 4,6 m; dies ist allerdings mit einigen Unsicherheiten behaftet, da aufgrund der unbekannten Albedo, die von 0,04 bis 0,25 angenommen wird, die Einschätzungen von 335 bis 850 km reichen. Die scheinbare Helligkeit von (612911) 2004 XR190 beträgt 22,10 m. Die mittlere Oberflächentemperatur wird anhand der Sonnendistanz auf 36 bis 37 K (−237 bis −236 °C) geschätzt.
Da anzunehmen ist, dass sich (612911) 2004 XR190 aufgrund seiner Größe im hydrostatischen Gleichgewicht befindet und somit weitgehend rund sein muss, sollte er die Kriterien für eine Einstufung als Zwergplanet erfüllen. Mike Brown geht davon aus, dass es sich bei (612911) 2004 XR190 um wahrscheinlich einen Zwergplaneten handelt. Gonzalo Tancredi gab 2010 keine Empfehlung ab.
| Jahr | Abmessungen km | Quelle   |
| ---- | -------------- | -------- |
| 2008 | 529            | Tancredi |
| 2010 | 529            | Tancredi |
| 2018 | 612            | Johnston |
| 2018 | 561            | Brown    |